# Lưu Trung
Lưu Trung (? - 1459) là một tướng lĩnh nhà Lê sơ trong lịch sử Việt Nam.

## Tiểu sử
Lưu Trung là người xã Vạn Phú, tỉnh Thái Nguyên
.
Vào lúc quân Minh xâm lược, Trung cùng con là Lưu Nhân Chú gánh dầu đi bán, trú mưa qua đêm ở đền Cẩm thuộc xã Quan Ngoại, huyện Tam Dương, tỉnh Sơn Tây (nay đã quy về tỉnh Vĩnh Phúc), nghe trong đền có tiếng đối đáp, cho biết trời đã chọn Lê Lợi làm vua. Vì vậy cha con Trung bí mật vào Lam Sơn, đi theo Lê Lợi. Sau hội thề Lũng nhai, Lam sơn trở thành nơi tụ nghĩa của anh hùng hào kiệt bốn phương, trong số đó có Cha con Lưu Trung đến từ miền núi Đại Từ, Thái Nguyên, tất cả đều có chung một mục đích quyết tâm đánh giặc, cứu nước.
Theo sách Lam sơn thực lục ông có công cùng các tướng đánh bại quân Mộc Thạnh ở ải Lê Hoa:
Còn bọn Kiềm-quốc-công là Mộc-Thạnh, Bảo-định-hà là Lương Minh, từ Vân-nam sang năm vạn quân, đóng đồn ở chợ Lê-hoa, cầm cự với bọn Lê Khải, Lê Trung, Lê Đại. Nhà-vua liệu chừng Mộc Thạnh tuổi già, trải việc đã nhiều, lại vốn nghe tiếng quân ta, tất ngồi nhìn sự thắng bại của quân Liễu Thăng, không dám tiến liều! Liều viết thư kín bảo bọn Sát, Khả, Đại, chỉ nên đặt quân phục để chờ, hãy chớ đánh nhau với giặc. Kịp khi quân Liễu Thăng đã thua, Nhà-vua bèn lấy một viên Chỉ-huy, ba viên Thiên-hộ trong đám quân bắt được, cùng là bằng sắc, ấn-tín của Liễu Thăng; đưa sang trại quân Mộc Thạnh! Bên Mộc Thạnh trông thấy cả kinh, bèn chạy trốn, vỡ lỡ, giầy, xéo lên nhau! Bọn Khả, Trung, Đại thừa thắng tung quân đuổi đánh, chém hơn vạn đầu, bắt được năm nghìn con ngựa; cùng là khí-giới, vàng bạc, của báu, lụa là, không thể đếm xiết.